# Кондратово (Большесельский район)
Кондратово — деревня в Благовещенском сельском поселении Большесельского района Ярославской области.

## Население
По данным статистического сборника «Сельские населенные пункты Ярославской области на 1 января 2007 года», в деревне Кондратово проживает 2 человека.

## География
Деревня находится в центре района на восток от районного центра Большое Село. Она стоит к востоку от автомобильной дороги, следующей от Большого Села через станцию Лом к федеральной трассе Р151 Ярославль — Рыбинск на участке Тутаев — Рыбинск. Деревня стоит в 2 км к востоку от стоящей на этой дороге деревень Большое и Малое Скрылево. Деревня стоит на небольшом, окружённом лесами, поле. Она находится вблизи водораздела бассейнов рек Черёмуха и Юхоть. К западу от деревни, на полпути к деревням Скрылево находится исток реки Протасовка, а на расстоянии около 500 м к востоку в болотистом лесу начинаются два ручья, образующие речку Сдеринога. И Протасовка и Сдеринога — левые притоки Черёмухи, текущие на север. В 2 км к югу от Кондратово находится исток речки Чернятка, текущего на юг правого притока Юхоти. На расстоянии около 1 км к северо-востоку от деревни Кондратово на обоих берегах речки Сдеринога стоит деревня Большое Лопатино. Дорога от Кондратово в южном направлении выходит к деревне Филиппово, стоящей на правом берегу Чернятки.